# Lippia aberrans
Lippia aberrans là một loài thực vật có hoa trong họ Cỏ roi ngựa. Loài này được (Briq.) Tronc. mô tả khoa học đầu tiên năm 1961.